# Jan-Krzysztof Duda
Jan-Krzysztof Duda (Cracovia, 26 aprile 1998) è uno scacchista polacco grande maestro.
Campione europeo lampo e vincitore della Coppa del Mondo nel 2021. È fra i primi venti giocatori al mondo.

## Biografia
Diventa Maestro FIDE nel 2008 all'età di 10 anni e Grande maestro nel 2013 a 15 anni e 21 giorni. In quell'anno è stato anche il secondo GM più giovane allora in attività, dopo il cinese Wei Yi.

### Giovanili e juniores
- nel 2005 vince a Kołobrzeg il campionato polacco under-8;
- nel 2008 vince a Vũng Tàu in Vietnam il campionato del mondo under-10;
- nel 2009 vince a Łeba il campionato polacco under-12, ed è secondo ad Antalya nel campionato del mondo U12;
- nel 2010 partecipa, a 12 anni, al campionato del mondo under-20, ottenendo la sua prima vittoria contro un grande maestro (l'olandese Wouter Spoelman);
- nel 2011 è secondo ad Albena nel campionato europeo giovanile under-14;
- nel 2012 vince a Salona il campionato polacco under-18;
- nel 2015 è secondo a Chanty-Mansijsk nel Campionato del mondo juniores di scacchi, superato per spareggio tecnico da Michail Antipov [2] .

### Fino al suo primo campionato polacco
- in marzo 2013 vince il torneo GM del First Saturday di Budapest.
- nel 2014 è terzo nel Campionato polacco e partecipa alle Olimpiadi di Trömso, realizzando 8,5 /11 in 3ª scacchiera e mancando di poco una medaglia individuale.
- nel 2016 partecipa alle Olimpiadi di Baku, realizzando 7 /10 in 2ª scacchiera .[3]
- nel 2017 arriva 3º con la Polonia nel Campionato del mondo a squadre di scacchi, partecipa alla Coppa del Mondo di Tbilisi e viene eliminato al 2º turno da Vasyl' Ivančuk.
- nel 2018 vince a Varsavia il suo primo Campionato polacco individuale assoluto. In dicembre giunge 2º nel Mondiale blitz.[4]

### Il trionfo alla Coppa del Mondo e gli altri tornei
Ad agosto 2021 vince a Soči la Coppa del mondo. In dicembre diviene Campione europeo blitz. Si classifica al primo posto al Campionato del mondo lampo a pari merito con il franco-iraniano ʿAlīreżā Firūzjāh e il francese Maxime Vachier-Lagrave con 15 punti su 21. Per regolamento Duda deve affrontare Vachier-Lagrave nello spareggio lampo, avendo entrambi un Buchholz migliore del franco-iraniano. Il primo mini-match di spareggio finisce in parità con due patte in entrambe le partite, mentre la terza partita, uno spareggio secco, vede la vittoria del francese con i pezzi bianchi, vittoria che lo laurea campione del mondo della disciplina, mentre il polacco deve accontentarsi del secondo posto.
Nel maggio 2022 vince a Varsavia il torneo Superbet Rapid & Blitz Poland, facente parte del Grand Chess Tour . 
Nel 2024 in aprile vince la Bundesliga con la squadra SC Viernheim.

## Statistiche
Ha raggiunto il suo massimo rating FIDE nel dicembre 2021 con 2760 punti Elo (12º al mondo e 1º in Polonia).